# Stereopony-diszkográfia
A Stereopony japán pop-rock együttes diszkográfiája három nagylemezből, három videó albumból, tíz önálló kislemezből, két split kislemezből, egy válogatásalbumból és tizenegy videóklipből áll. A 2007-es megalakulásukat követően a Stereopony három tagja, Aimi (ének/gitár), Nohana (basszusgitár) és Shiho (dobok) felléphetett a Tokyo FM rádióadó School of Lock! nevezetű műsorában, majd nem sokkal később aláírták a Sony Music Entertainment Japan gr8! Records lemezkiadó leányvállalatának szerződését. A trió első kislemeze Hitohira no hanabira címmel jelent meg 2008-ban, melyet a Namida no mukó és az I Do It követett 2009-ben. A Namida no mukó a maga második helyével az együttes legjobban teljesítő kislemeze az Oricon eladási listáján.
A Stereopony első három kislemeze később felkerült a bemutatkozó albumukra, a Hydrangea ga szaiteirura (2009), amely a hetedik helyezést érte el az Oriconon. A zenekar ötödik kislemeze, a Cukiakari no micsisirube (2009) volt a második daluk, amely az Oricon legjobb tíz helyének valamelyikét elérte. A Stereopony hatodik kislemeze Hanbunko (2010) címen jelent meg, amely a zenekar első feldolgozása is egyben; a dal eredeti változatát a Bivattchee adta ki 2002-ben. A Stereopony negyediktől hetedik kislemezei felkerültek az együttes második nagylemezére, az Over the Borderre (2010). A Stereopony következő kiadványa, a Tatoeba utaenakunattara (2011) egy split kislemez a szintén okinavai Karijusi58-cal. A zenekar harmadik stúdióalbumán, a More! More!! More!!!-on (2011) helyet kapott nyolcadik és kilencedik kislemezeik címadó dalai.

## Albumok

### Stúdióalbumok
| Év   | Adatok | Oricon | Oricon | Billboard Japan |
| Év   | Adatok | Napi   | Heti   | Hot 100         |
| ---- | --- | ------ | ------ | --------------- |
| 2009 | Hydrangea ga szaiteiru - Megjelent: 2009. június 17. - Kiadó: gr8! (SRCL-7046~7, SRCL-7048) - Formátum: CD, CD+DVD             | 4      | 7      | 6               |
| 2010 | Over the Border - Megjelent: 2010. június 9. - Kiadó: Sony (SRCL-7277, SRCL-7279) - Formátum: CD, CD+DVD                       | 9      | 12     | 14              |
| 2011 | More! More!! More!!! - Megjelent: 2011. december 7. - Kiadó: Sony (SRCL-7801~2, SRCL-7803~4, SRCL-7805) - Formátum: CD, CD+DVD | ?      | 33     | 41              |

### Válogatásalbumok
| Év   | Adatok | Oricon | Oricon | Billboard Japan |
| Év   | Adatok | Napi   | Heti   | Hot 100         |
| ---- | --- | ------ | ------ | --------------- |
| 2012 | Best of Stereopony - Megjelent: 2012. november 21. - Kiadó: gr8! (SRCL-8177~8, SRCL-8179) - Formátum: CD, CD+DVD | 19     | 40     | —               |

### Kislemezek
| Év   | Cím                      | Oricon | Oricon | Billboard Japan | Billboard Japan | Eladások (Japán)** | Eladások (Japán)** | Album                  |
| Év   | Cím                      | Napi   | Heti   | Hot 100         | Hot Animation*  | Első hét           | Összesen           | Album                  |
| ---- | ------------------------ | ------ | ------ | --------------- | --------------- | ------------------ | ------------------ | ---------------------- |
| 2008 | Hitohira no hanabira     | 18     | 25     | 6               | —               | 4745               | 15 489             | Hydrangea ga szaiteiru |
| 2009 | Namida no mukó           | 2      | 2      | 8               | —               | 31 298             | 60 096             | Hydrangea ga szaiteiru |
| 2009 | I Do It                  | 9      | 13     | 38              | —               | 7651               | 9603               | Hydrangea ga szaiteiru |
| 2009 | Smilife                  | 15     | 20     | 39              | —               | 5665               | 7783               | Over the Border        |
| 2009 | Cukiakari no micsisirube | 4      | 8      | 11              | —               | 11 906             | 25 274             | Over the Border        |
| 2010 | Hanbunko                 | 11     | 21     | 85              | —               | 4790               | 6623               | Over the Border        |
| 2010 | Over Drive               | 16     | 28     | 72              | —               | 4419               | 5468               | Over the Border        |
| 2010 | Csiisza na mahó          | 12     | 23     | 51              | 5               | 4680               | 7388               | More! More!! More!!!   |
| 2011 | Arigató                  | 20     | 26     | 63              | —               | 2199               | 3164               | More! More!! More!!!   |
| 2012 | Stand by Me              | 20     | 30     | 87              | 9               | 3405               | 4449               | —                      |

* A Billboard Japan Hot Animation listáját 2010 decemberében indították.

** Az Oricon kizárólag a fizikai formában megvásárolt lemezeket veszi számításba. 2009. szeptember 1-je óta abban az esetben, ha a kiskereskedő nem kötött szerződést az Oriconnal, akkor az általuk a cég felé közölt eladási adatok 30%-át veszik figyelembe az eladási lista összeállításakor.

### Split kislemezek
| Év   | Album adatok                                 | Oricon | Album                |
| ---- | -------------------------------------------- | ------ | -------------------- |
| 2011 | Tatoeba utaenakunattara                      | 52     | More! More!! More!!! |
| 2012 | Just Rock with Me/Namida nante misite jannai | 68     | TBA                  |

## További megjelenések
Az alábbi dalok nem kislemezek és nem is szerepeltek egy Stereopony albumon sem.
| Év   | Dal                      | Album                             | Oricon |
| ---- | ------------------------ | --------------------------------- | ------ |
| 2007 | Baby                     | Koza Music Festival Vol. 9        | —      |
| 2010 | Akasi (Zone feldolgozás) | Zone Tribute: Kimi ga kureta mono | 5      |
| 2012 | Again (Yui feldolgozás)  | She Loves You                     | 7      |

### Demók
Az alábbi demófelvételeket a gr8! Records jelentette meg 2008-ban. Mivel korlátozott példányszámban kerültek piacra, ezért nem kerültek fel az Oricon eladási listáira. A Newcomer Presentation 08 fekete demóként, míg a 2008. 9. 24 Debut fehér demóként is ismert. Mindegyik lemezen szerepel a zenekar első kislemezének szánt, ám végül soha meg nem jelent Szajonara no kiszecu című dal.
| Év   | Album adatok             | Számlista                                                                       |
| ---- | ------------------------ | ------------------------------------------------------------------------------- |
| 2008 | Newcomer Presentation 08 | - Sweet Blue - Szajonara no kiszecu - Njami - Super Girl - Hitohira no hanabira |
| 2008 | 2008. 9. 24 Debut        | - Szajonara no kiszecu - Sweet Blue - Hitohira no hanabira                      |
| 2008 | 2008. 11. 5 Debut        | - Hitohira no hanabira - Szajonara no kiszecu (Demo) - Sweet Blue (Demo)        |

## Videók

### Koncertalbumok
| Év   | Album adatok | Oricon |
| ---- | --- | ------ |
| 2009 | Stereopony 1st Tour A Hydrangea Blooms 2009 - Megjelent: 2009. december 16. - Kiadó: gr8! (SRBL-1417) - Formátum: DVD | 70     |

### Videó albumok
| Év   | Album adatok                                                                                                   | Oricon |
| ---- | --- | ------ |
| 2012 | Stereopony to mósimaszu: Miszeinen-hen - Megjelent: 2012. január 25. - Kiadó: Sony (SRBL-1512) - Formátum: DVD | 149    |
| 2012 | Stereopony to mósimaszu: Szeidzsin-hen - Megjelent: 2012. február 1. - Kiadó: Sony (SRBL-1513) - Formátum: DVD | 92     |

### Videóklipek
| Év   | Cím                                    | Rendező(k)                      |
| ---- | -------------------------------------- | ------------------------------- |
| 2008 | Hitohira no hanabira                   | Kubo Sigeaki                    |
| 2009 | Namida no mukó                         | Kubo Sigeaki                    |
| 2009 | I Do It                                | Kubo Sigeaki                    |
| 2009 | Szeisun ni, szono namida ga hicujó da! | ?                               |
| 2009 | Smilife                                | Kubo Sigeaki                    |
| 2009 | Cukiakari no micsishirube              | Kakimoto Kenszaku               |
| 2010 | Hanbunko                               | Kubo Sigeaki                    |
| 2010 | Over Drive                             | Cucsija Takatosi                |
| 2010 | Csiisza na mahó                        | Miki Takahiro, Cucsija Takatosi |
| 2011 | Tatoeba utaenakunattara                | Cucsija Takatosi                |
| 2011 | Arigató                                | Cucsija Takatosi                |
| 2012 | Stand by Me                            | Szuekicsi Nobu                  |
| 2012 | Ókami                                  | Szuekicsi Nobu                  |